# Gigantspinosaurus
Gigantspinosaurus is een geslacht van plantenetende ornithischische dinosauriërs, behorend tot de groep van de Stegosauria, dat tijdens het Opper-Jura leefde in het gebied van het huidige China. De enige benoemde soort binnen het geslacht is Gigantspinosaurus sichuanensis.
Na de vondst in 1985 raakte er buiten China eerst maar weinig over het dier bekend, behalve dat het de enorme schouderstekels bezat waarnaar het in 1992 vernoemd is. Het gold als een raadselachtige vorm waarvan niet eens vaststond of de naam geldig was. Sinds 2005 is echter veel meer informatie beschikbaar gekomen. Gigantspinosaurus was ongeveer vier meter lang en had ook beenplaten en stekels op de rug. Het is een van de oudste bekende stegosauriërs en stond vermoedelijk onder in de stamboom van die groep.

## Ontdekking en naamgeving

### Vondst en eerste melding
In 1985 werd door Ouyang Hui bij het dorp Yinhe bij Pengtang nabij Jinquan in de Chinese provincie Sichuan het fossiel gevonden van een stegosauriër. De vondst werd in 1986 gemeld door Gao Ruiqi die het aanzag voor een specimen van Tuojiangosaurus. In 1992 werd er door Ouyang, die ondertussen begrepen had dat het om een nog onbekende vorm ging, een lezing aan gewijd tijdens een congres. De samenvatting van deze lezing werd gepubliceerd en deze bevatte ook een korte beschrijving. Daarnaast werd daarin de vondst benoemd als een nieuwe soort: Gigantspinosaurus sichuanensis.

### Etymologie
De geslachtsnaam Gigantspinosaurus bestaat uit de Latijnse woorden gigas of giganteus, "groot", spina, "stekel", en saurus, afgeleid van het Griekse sauros, "hagedis", maar hier in de betekenis van "sauriër". De naam als geheel betekent dus "grotestekelsauriër" en slaat op de grote stekels die op de schouderbladen van Gigantspinosaurus rusten. De soortaanduiding sichuanensis slaat op de Chinese provincie Sichuan, waar het holotype werd ontdekt.
In het Westen was de publicatie niet verkrijgbaar en de naam gold omdat het maar een samenvatting betrof lange tijd als een nomen nudum. Dat gaf ook hoop dat zij nog verbeterd zou kunnen worden want een correcte afleiding zou "Gigaspinosaurus" of "Gigantospinosaurus" opgeleverd moeten hebben. In 2006 echter werd door een artikel van Susannah Maidment en Wei Guangbiao vastgesteld dat wegens de omvang van de beschrijving uit 1992 Gigantspinosaurus toch een geldige geslachtsnaam is die niet meer veranderd kan worden. In 2005 werd door een team van Chinese onderzoekers aan de Universiteit van Zigong onder leiding van Peng Guangzhao een veel grondiger onderzoek naar Gigantspinosaurus voltooid waarin een nauwkeuriger beschrijving werd gegeven.

### Holotype en verdere vondsten

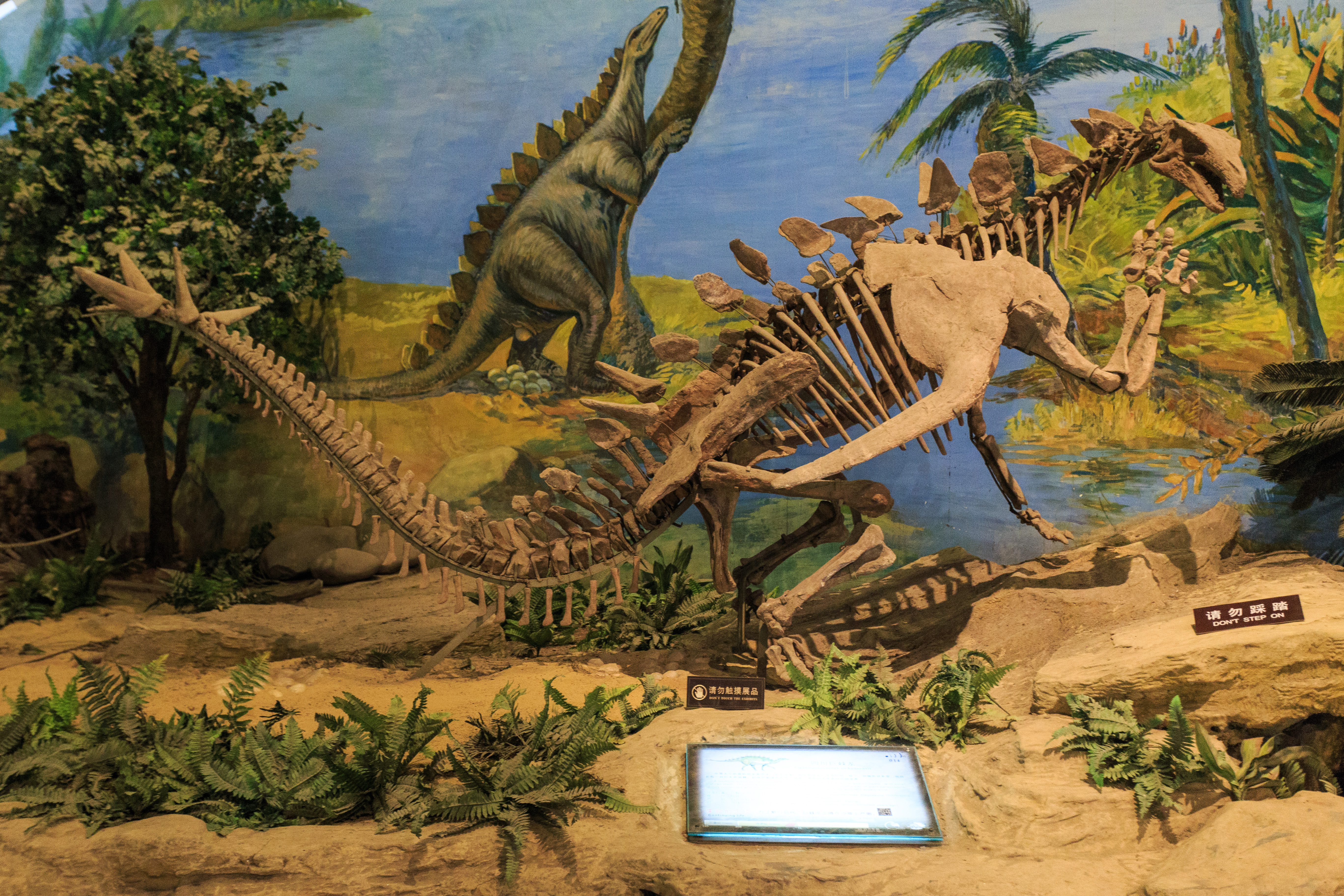
De skeletopstelling

Het holotype van Gigantspinosaurus maakt deel uit van de collectie van het Zigong Dinosaur Museum. Het bezit daar het inventarisnummer ZDM 0019. Sinds 1996 is het, aangevuld met gipsen onderdelen, grotendeels opgesteld in de tentoonstellingsruimte, tegenwoordig in een wat onnatuurlijke hurkende positie die moet verbeelden dat het dier eieren aan het leggen is. Het specimen werd in een laag van de Shangshaximiaoformatie in de buurt van Zigong opgegraven die dateert uit het Oxfordien, ongeveer 162 tot 156 miljoen jaar oud. Het bestaat uit: beide onderkaken met tanden, acht halswervels, zestien ruggenwervels, vier sacrale wervels, tien voorste staartwervels, de scapulocoracoïden, een linkeropperarmbeen, een linkerellepijp, een linkerspaakbeen, de linkerpolsbeenderen en middenhandsbeenderen, zeven kootjes van de linkervingers waaronder twee klauwen, een darmbeen, een zitbeen, een schaambeen, beide dijbeenderen, een scheenbeen, een kuitbeen, een sprongbeen, een hielbeen, middenvoetsbeenderen en het eerste kootje van de derde linkerteen. Behalve deze skeletelementen werden ook huidverbeningen aangetroffen: een half dozijn rugplaten, vier losse kleine verbeende schubben en twee grote stekels, die op de schouder zaten. Bij de linkerschouder is de afdruk van een stuk huid bewaardgebleven. Het skelet lag grotendeels in anatomisch verband, overigens in buikligging met de achterpoten inderdaad ingeklapt.
In 2005 werd door Peng een tweede specimen gemeld, gevonden bij Chenjia, nabij Fuquan: ZDM 0156, bestaande uit een blok steen waarin het sacrum, het darmbeen en het zitbeen aanwezig waren.
In 2017/2018 werd het materiaal in meer detail beschreven.

## Beschrijving

### Algemene bouw en grootte
Gigantspinosaurus is een vrij kleine stegosauriër. Gregory S. Paul schatte in 2010 de lengte op 4,2 meter, het gewicht op zevenhonderd kilogram. De heuphoogte is ongeveer 1,7 meter.

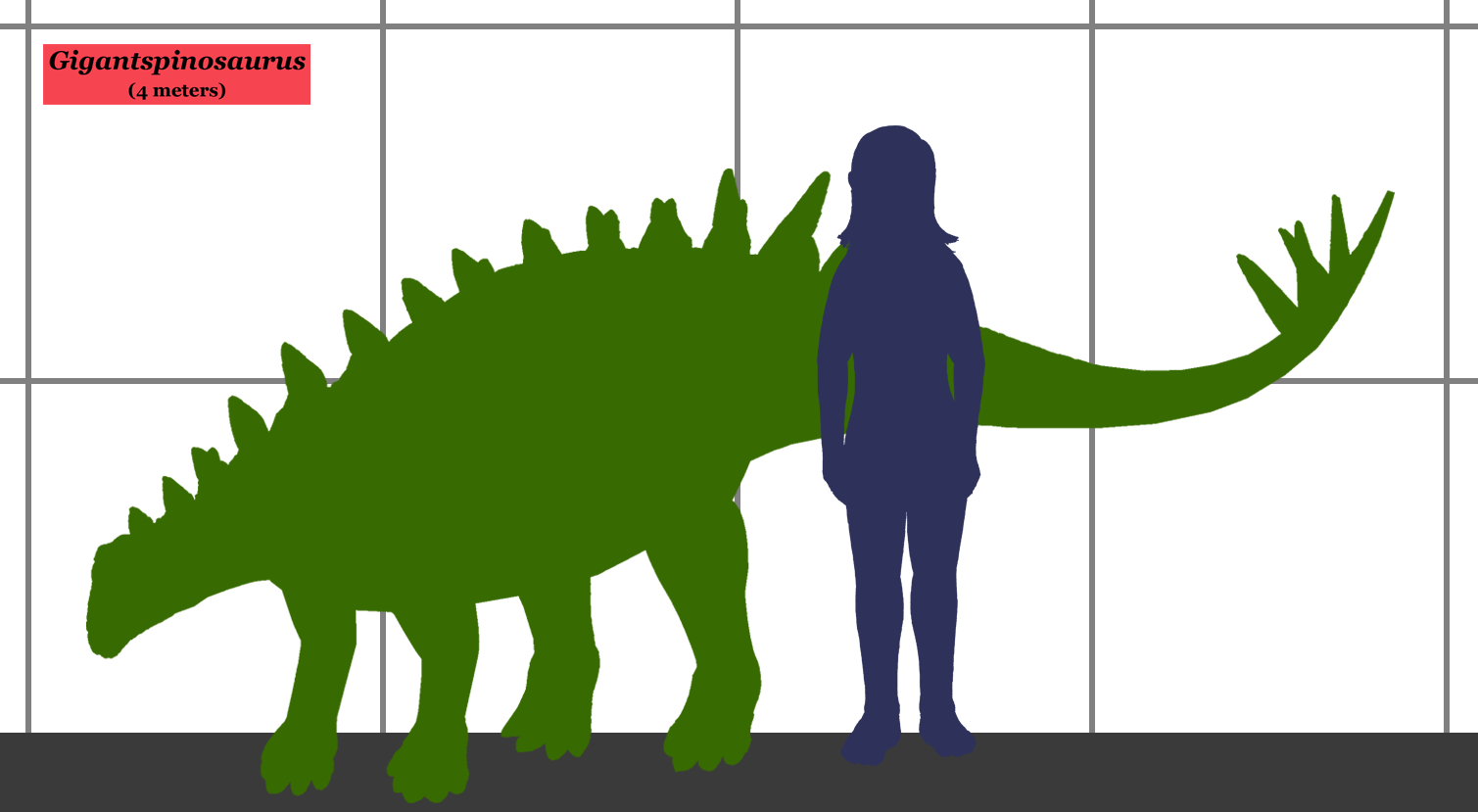
De grootte van Gigantspinosaurus vergeleken met die van een mens

De heupen en buik van Gigantspinosaurus zijn uitzonderlijk breed. Het bekken wordt verstevigd doordat de doornuitsteeksels van de sacrale wervels, inclusief die van de eerste staartwervel, sterk vergroeid zijn. Die zijn echter ook tamelijk laag zodat het dier daar een in het oog springende deuk in het rugprofiel moet hebben bezeten want de doornuitsteeksels van de verdere voorste staartwervels zijn weer veel langer. De ruggengraat is op dit punt ook verstijfd door verbeende pezen, een erg basaal kenmerk. Een afgeleid kenmerk is juist dat de voorste werveluitsteeksels van de sacrale wervels naar boven en zijwaarts gericht zijn. De poten zijn relatief kort maar de voorpoten erg robuust gebouwd.

### Kenmerken volgens Ouyang
Volgens Ouyang had Gigantspinosaurus één onderscheidend kenmerk: de stekels op de schouders zijn twee maal zo lang als de schouderbladen. De korte beschrijving geeft verder de volgende eigenschappen. De onderkaak heeft aan de buitenzijde een opening, de fenestra mandibularis. Bovenop is het uitsteeksel dat mede als hefboom dient om de kaak te sluiten, de processus coronoides, goed ontwikkeld. Er staan minstens dertig tanden in de onderkaak en deze hebben een duidelijke rand aan de basis, een cingulum.
De ruggenwervels hebben lage doornuitsteeksels en nauwe ruggenmergkanalen met overeenkomstig lage wervelbogen. Hun zijuitsteeksels steken niet erg omhoog. Het schouderblad en het ravenbeksbeen zijn vergroeid tot een scapulocoracoïde, wat erop duidt dat het een tamelijk volgroeid exemplaar betreft. Het boveneinde van het schouderblad verbreedt zich niet; onderaan is de processus acromialis slecht ontwikkeld; het ravenbeksbeen is ongeveer even groot als de onderkant van het schouderblad. In de onderarm heeft de ellepijp 80% van de lengte van het opperarmbeen, het spaakbeen 70%. De formule van de vingerkootjes is 2-3-3-2-1.
Het sacrum, de vergroeiing van de sacrale wervels, heeft aan de zijkanten perforaties, ruimten tussen de sacrale ribben, die van boven naar beneden lopen. Het darmbeen is iets langer dan het dijbeen. De processus praepubicus heeft de helft van de lengte van het os pubis, het eigenlijke schaambeen. De uiteinden van het schaambeen en het zitbeen zijn niet verbreed. Het dijbeen is 1,48 maal zo lang als het opperarmbeen. Het sprongbeen is niet vastgegroeid aan het onderbeen.

### Aanvulling door Peng
Peng wist in 2005 verschillende aanvullende kenmerken vast te stellen. De schedel is relatief groot. Het dentarium van de onderkaak heeft een opvallende richel aan de zijkant die helemaal doorloopt tot aan de processus coronoides. Het dertigtal tanden is klein, bladvormig en nauw aaneengesloten. De tandkroon toont duidelijke richels aan de binnen- en buitenzijde en ook slijtvlakken. De snijranden van de tandkroon zijn gekarteld met vijf grote vertandingen. De ruggenwervels hebben uithollingen aan de zijkant, pleurocoelen. Hun doornuitsteeksels zijn laag, plaatvormig en dik. De achterste ruggenwervels zijn kort, breed, massief gebouwd en niet gekield aan de onderzijde. De diapofysen en ribben van de vier sacrale wervels zijn tot een enkele plaat vergroeid maar tussen de ribben blijven wel drie openingen bestaan. De hoge doornuitsteeksels van de voorste staartwervels zijn bovenaan niet verbreed. De vergroeiing van het schouderblad en het ravenbeksbeen was nog niet voltooid zodat het holotype een nog niet helemaal volwassen exemplaar moet zijn geweest. Het opperarmbeen is bovenaan sterk verbreed maar de deltopectorale kam is slecht ontwikkeld. De ellepijp heeft bovenaan een goed ontwikkelde processus olecrani. De polsbeenderen zijn vergroeid. De middenhandsbeenderen zijn kort maar robuust gebouwd. Het dijbeen is recht met een iets versmalde schacht; de trochanter minor en de vierde trochanter zijn vrij klein. Het scheenbeen heeft een iets versmald boveneinde en een kleine crista cnemialis. Het kuitbeen is recht en smal. De driehoekige nekplaten zijn klein en dun.

### Herbeschrijving in 2017

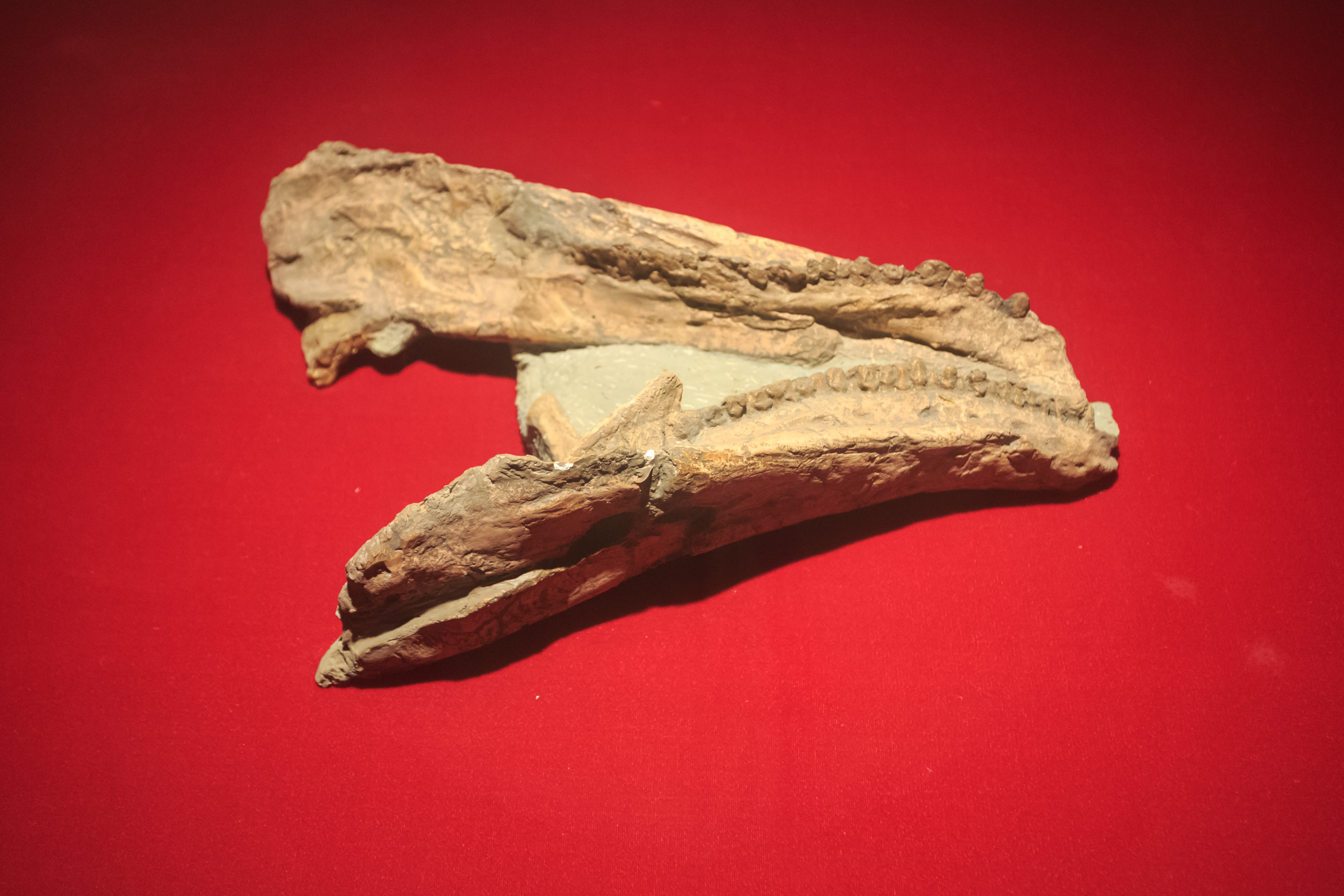
De onderkaken

De studie uit 2017 had ten doel tot de eerste gedetailleerde beschrijving te komen maar wist slechts weinig gegevens toe te voegen aan de eerdere publicaties.
De onderkaak heeft een geleidelijk hol naar boven krommende onderrand uitlopend in een lichte kin. Het voorste deel heeft slechts een geringe hoogte. De onderkaken lopen spits naar elkaar toe. De tandrijen hebben samen in bovenaanzicht een duidelijk zandloperprofiel.
Het aantal halswervels werd bevestigd op het lage, basale, totaal van acht. Alle halswervels zijn amficoel, waarbij vooral het achterfacet uitgehold is. Ze hebben uithollingen in de zijwand die naar achteren in de reeks in grootte toenemen. Hun wervelbogen zijn hoog, met een lengte tot tweemaal die van de wervellichamen. De gewrichtsuitsteeksel vormen in bovenaanzicht een vlindervorm. Bij de laatste drie halswervels lopen de voorste gewrichtsuitsteeksels naar voren door tot halverwege het centrum van de voorliggende wervel. Hun doornuitsteeksels zijn hoog, bovenaan van voor naar achteren verbreed. De ruggenwervels zijn amficoel maar het achterfacet is slechts licht uitgehold. De uithollingen op de zijden worden geen pleurocoelen meer genoemd; Ornithischia tonen vermoedelijk geen pneumatisering. Deze uithollingen, in feite scheidingen tussen de wervelboog en het wervellichaam, zijn niet verdeeld door een richel. De voorste wervels van de rug zijn ingesnoerd en licht gekield. Bij de voorste ruggenwervels steken de zijuitsteeksels niet zo extreem omhoog als bij latere Stegosauria maar altijd nog onder een hoek van 45°. Naar achteren in de reeks wordt die hoek steeds lager totdat de zijuitsteeksels bijna haaks staan op de doornuitsteeksels. Die laatste krijgen aan hun top van het midden van de rug af een tafelvormige verbreding overlangs en overdwars. De laatste doornuitsteeksels hellen naar achteren zodanig dat de achterrand van hun top boven die van het wervellichaam ligt. De zestiende wervel is via het doornuitsteeksel aan de supraneurale plaat van het heiligbeen verbonden en wordt daarom getypeerd als een sacrodorsale wervel. Dat betekent dat volgens meer gebruikelijke criteria er vijftien ruggenwervels zijn en vijf sacrale wervels. Vier sacrale wervels zijn er volgens het criterium dat een wervel aan het darmbeen verbonden moet zijn. De sacrale wervels zijn amficoel en laag met gewrichtsfacetten in de vorm van een liggende ovaal. Sacrale ribben en zijuitsteeksels zijn versmolten. De openingen in het sacrale juk zijn aan de linkerzijde meer gesloten, een teken dat ze tijdens het leven van het dier geleidelijk dichtgroeiden. De doornuitsteeksels van het heiligbeen zijn vergroeid tot een doorlopende supraneurale plaat. De voorste staartwervels zijn licht amficoel. De eerste wervel is erg kort. Naar achteren in de reeks worden de wervels geleidelijk langer terwijl hun dwarsprofiel verandert van rond naar ovaal. Hun zijuitsteeksels zijn vooraan in de reeks lang en scherp, 45° naar bezijden en beneden uitstekend maar worden naar achteren snel korter en krijgen de vorm van horizontaal gerichte platen met een hoge basis en uithollingen op de bovenzijde en onderzijde. Uiteindelijk worden ze niet veel meer dan richels. De beschrijvers zagen dit als een teken dat de tien bewaarde staartwervels geen aaneengesloten reeks vormen. Naar achteren worden ook de doornuitsteeksels lager tot ze veranderen in simpele rechtopstaande platen. De achterste gewrichtsuitsteeksels verlagen zich geleidelijk tot het niveau van de voorste gewrichtsuitsteeksels.
De achterrand van de schacht van het schouderblad is dik; de voorrand dun. Waar de schacht het hoofdlichaam raakt, is er een insnoering, vooral aan de voorzijde. Het ravenbeksbeen heeft het profiel van een parallellogram. Het wordt doorboord door een foramen coracoideum waarvan beide uitgangen zich op hetzelfde hoogteniveau bevinden maar de buitenste vóór de binnenste gelegen is.
De linkervoorpoot is vrijwel in verband gevonden. Het opperarmbeen heeft een lengte van vierenveertig centimeter. De schacht ervan is niet om de lengteas gewrongen maar wel sterk ingesnoerd waarbij de bovenste verbreding verreweg de grootste is, een afgeleid kenmerk. De kop vormt een dikke halve bol. De deltopectorale kam is beperkt in grootte vergeleken met latere stegosauriërs. De onderste gewrichtsknobbel zijn ongeveer gelijke in grootte; hun achterste tussenliggende groeve is veel dieper dan de voorste. De ellepijp is bovenaan verbreed waarbij het driehoekige gewrichtsvlak van buiten naar binnen afloopt. De processus olecrani is sterk ontwikkeld en steekt naar boven uit. De schacht is afgeplat met een bolle buitenzijde en holle binnenzijde, naar beneden uitlopend in een staafvormige, overdwars afgeplatte, onderkant die dunner is dan het spaakbeen, hoewel de ellepijp als geheel veel dikker is. De voorste buitenzijde heeft een driehoekige holte waarin de onderkant van het spaakbeen past. Ook het spaakbeen is ingesnoerd maar hier is de onderzijde het breedst. De schacht is afgeplat. Tussen ellepijp en spaakbeen bevindt zich een ruim spatium interosseum. De pols bestaat uit een vergroeiing tussen een radiale en een ulnare, waarbij dat laatste kleiner is. Van de vijf middenhandsbeenderen is het tweede het langst. De formule van de vingerkootjes is niet helemaal zeker omdat naast de eerste en tweede klauw alleen de bovenste bewaard zijn gebleven met uitzondering van de tweede vinger waar juist het tweede kootje over is. De eerste klauw is groot, met een dikke afgeplatte basis, een sterke kromming en een korte punt. De tweede klauw is breder en langer maar ook rechter. Deze klauwen zijn dus niet hoefvormig als bij latere stegosauriërs. Bij de opstelling is de derde klauw als een stompje gevormd maar dat is kennelijk niet gebaseerd op echte vondsten.
Het darmbeen is laag en boven het heupgewricht en in het achterblad zijwaarts verbreed. Het achterblad eindigt in een punt. Het voorblad vormt een lage verticale plaat die naar voren omhoog kromt, bol van buiten en hol van binnen. Tussen beide bladen is het darmbeen ingesnoerd. Het heupgewricht is tamelijk laag aangezien de aanhangsels voor schaambeen en zitbeen weinig ontwikkeld zijn. Het schaambeen is een slank element. Het middelste hoofdlichaam raakt het darmbeen met een halfcirkelvormig vlak. De schacht is slank en iets krom, naar onderen overdwars verbredend totdat het uiteinde vergroeit met het zitbeen waarlangs het evenwijdig schuin naar achteren loopt. De processus praepubicus vormt een korte platte plaat, vooraan verbreed. Het zitbeen draait bovenaan naar buiten toe, het raakvlak met het darmbeen overdwars verbredend. De schacht is veel nauwer en draait als een band naar binnen. Anders dan Ouyang aangaf, is het uiteinde iets verbreed.
Het linkerdijbeen toont een pathologische afwijking waaraan in 2018 nog een speciale studie werd gewijd. De lengte ervan is zevenenzestig centimeter. Proportioneel is het dijbeen lang, een basaal kenmerk. Het is 52% langer dan het opperarmbeen — Ouyang meldde 48% — en 30% langer dan het scheenbeen dat vijftig centimeter meet. De kop en de trochanter major zijn goed ontwikkeld. De vierde trochanter, waar de staartspieren aanhechten die de poot naar achteren trekken is een lage richel aan de buitenste achterzijde. De onderkant is sterk verbreed. Van de onderste gewrichtsknobbels is de binnenste iets groter terwijl de buitenste een peesgroeve heeft; beide condylen zijn achteraan gescheiden door een diepe groeve. Anders dan Peng stelde is het scheenbeen bovenaan sterk verbreed met een krachtig ontwikkelde crista cnemialis. De rechte schacht verdunt zich naar onderen toe: de sterkste insnoering bevindt zich maar iets boven het ondervlak. De dwarsdoorsnede is driehoekig. De verbreding onderaan doet zich overdwars voor door een kam op de voorste buitenste zijkant. Het kuitbeen is in vergelijking erg dun, met een lichte verbreding aan beide uiteinden en een lichte kromming naar de buitenste zijde. Het sprongbeen is breed van achter en smal van voren. Het hielbeen is klein en met het sprongbeen vergroeid. De middenvoetsbeenderen hebben forse ingesnoerde schachten. Hun bovenvlak is driehoekig; hun ondervlak vormt een scharniergewricht. Het enige bewaarde teenkootje heeft een hol bovenvlak en aan het distale einde een scharniergewricht.

### Stekels en beenplaten

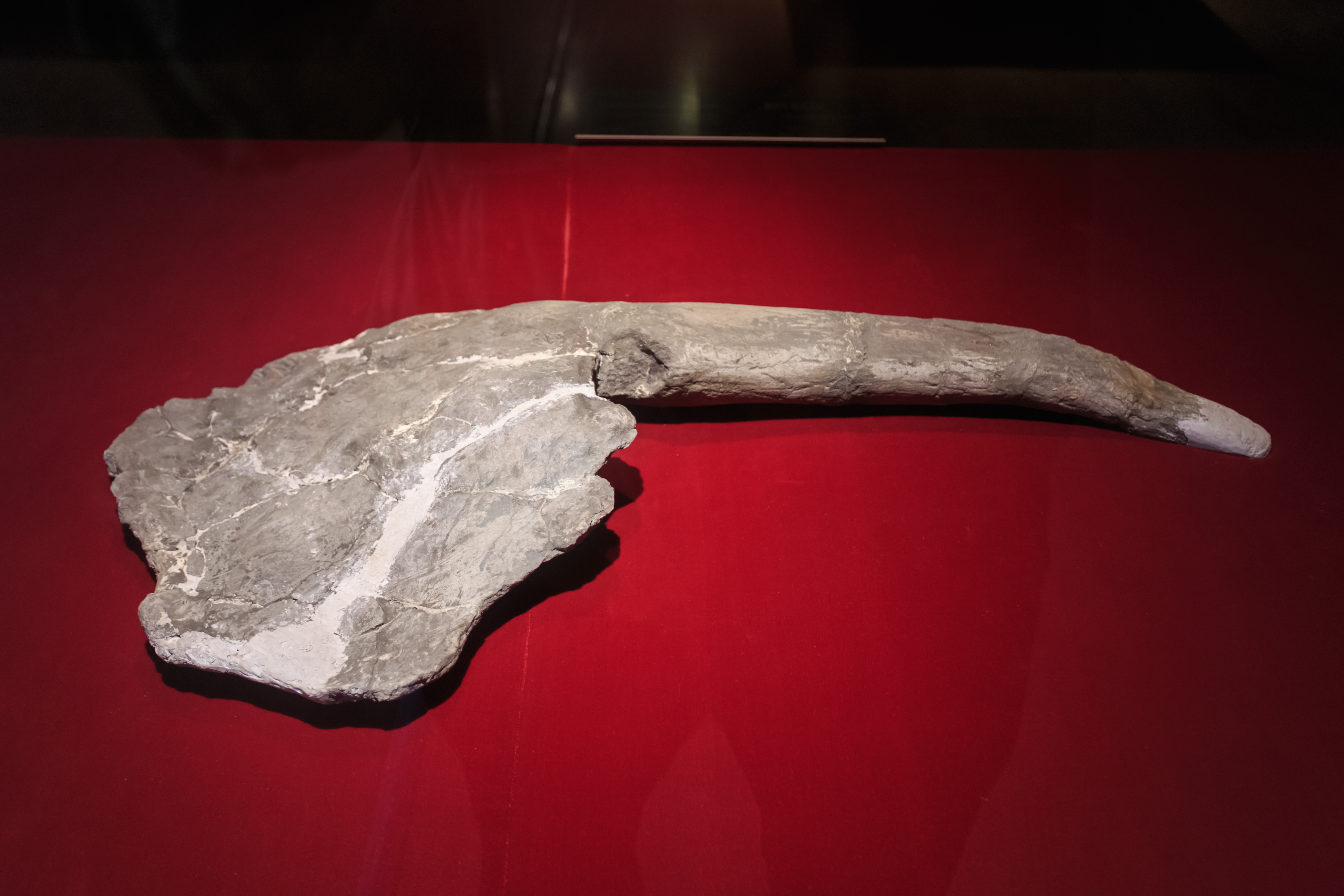
Een spina parascapularis maar niet van het holotype

Gigantspinosaurus heeft, net als alle Stegosauria een, wellicht dubbele, rij van beenplaten (osteodermen) op zijn rug. Hun precieze aantal is onbekend; de gevonden exemplaren zijn sterk variabel in grootte, vrij klein, smal en meestal zonder een spitse punt. De platen op de nek waren echter driehoekig, dun en met een ruwe ovale onderkant. De platen op de rug zijn peervormig, dikker met weer een ovaal gewrichtsvlak waarop zich echter aan de middelste voorkant een kam bevindt. Ter hoogte van de heup zijn twee platen gevonden die meer stekelvormig waren. Het is mogelijk dat de hele rij rugplaten naar achteren toe in vorm geleidelijk overging in staartstekels; het gerestaureerde museumskelet heeft twee paar grote stekels aan het uiteinde van de staart maar daar is geen echt bewijs voor. G.S. Paul heeft gespeculeerd dat de stekels op de rug verplaatste staartstekels zijn geweest en dat er daarvan drie paar waren. In 2017 werd gemeld dat de voorste staartwervels kleine massieve platen dragen met een holle binnenkant en een bolle buitenkant, een sterke aanwijzing dat er twee rijen waren. Hun binnenste voorkant heeft twee putjes.
Het meest opvallende kenmerk zijn twee enorme spinae parascapulares: huidverbeningen in de vorm van platte omhoog gekromde stekels die op de schouderbladen rusten. De basis ervan bestaat uit een zeer brede beenplaat die naar achteren uitloopt in een zeisvormig uitsteeksel. De basisplaat heeft een rechthoekig profiel. De zijden daarvan hebben putjes. De lange stekel heeft een grote putvormige uitholling aan de binnenzijde en een lange diepe lengtegroeve aan de buitenzijde. De stekel is nauwelijks afgeplat en eindigt spits. DE stekel ligt niet in hetzelfde vlak als de plaat en maakt een hoek van 24° met de lengteas ervan. Zulke stekels zijn ook gevonden bij andere Stegosauria, zoals Huayangosaurus en Kentrosaurus waar deze elementen echter veel korter en spitser zijn. Bij Gigantspinosaurus zijn het ware kromzwaarden die bijna de volle lengte van de romp dekken; bij leven waren ze vermoedelijk nog verder verlengd door hoornschachten. Bij Kentrosaurus is het ook een twistpunt of ze zich niet op de heup in plaats van de schouder bevonden maar bij Gigantspinosaurus laten de grootte en de vondstgegevens geen twijfel bestaan of de schouderbladen de stekels droegen. Wel is de precieze oriëntatie een onderwerp van debat geweest: de restauratie in Zigong toont de stekels vrij laag — in een allereerste opstelling zelfs tegen en vlak overlopend in de onderrand van het schouderblad geplaatst omdat dit de gevonden positie was van de rechterstekel — maar Tracy Lee Ford heeft gesteld dat de punt de hoogte van de rug bereikte omdat deze anders bij het lopen in het dijbeen zou prikken. Het blad van de stekel moet vrij dicht op de romp hebben gelegen doordat het al aan de basis abrupt naar binnen buigt; sommige getekende reconstructies tonen dit foutief of maken de vergissing de punt naar beneden te laten wijzen.

### Huidafdrukken
In 2008 wijdde Xing Lida een artikel speciaal aan de huidafdruk die aangetroffen is op de basisplaat van de linkerschouderstekel ter hoogte van de linkeroksel. De afdruk heeft een oppervlakte van 414 cm² en toont een patroon van rozetten waarin grotere vijfhoekige of zeshoekige schubben omgeven worden door dertien à veertien kleinere, niet-overlappende vierkante, vijfhoekige of zeshoekige schubjes met een doorsnede van 5,7 tot 9,2 millimeter. Dit soort huidschubben is ook bekend van andere dinosauriërs. De schubben zijn in dit geval plat met een lage opstaande richel, volgens Xing een aanpassing om de camouflage te verbeteren door te voorkomen dat de huid te veel zou glanzen als bij bolle schubben het geval zou zijn.

## Fylogenie
Volgens een analyse van Susannah Maidment uit 2006 is Gigantspinosaurus de meest basale bekende stegosauriër, staat dus helemaal onder in de stamboom van de Stegosauria. De kenmerken die die ondersteunen zijn vooral de verbeende pezen en de lage wervelbogen. Daarbij moet echter bedacht worden dat daarin de verbeterde beschrijving van Peng uit 2005 niet meegenomen was omdat Maidment niet op de hoogte was van deze publicatie in het Chinees. Peng plaatste Gigantspinosaurus in 2005 in de Huayangosaurinae maar zonder dat te beargumenteren.
In 2017 werd een exacte kladistische analyse uitgevoerd met als uitkomst dat Gigantspinosaurus in een polytomie stond met Huayangosaurus aan de basis van de Stegosauria. Chungkingosaurus zou de zustersoort van Huayangosaurus kunnen zijn maar de beschrijvers wezen erop dat deze vorm een zeer lang dijbeen heeft, wat suggereert dat dit in feite de meest basale bekende stegosauriër is.

## Levenswijze

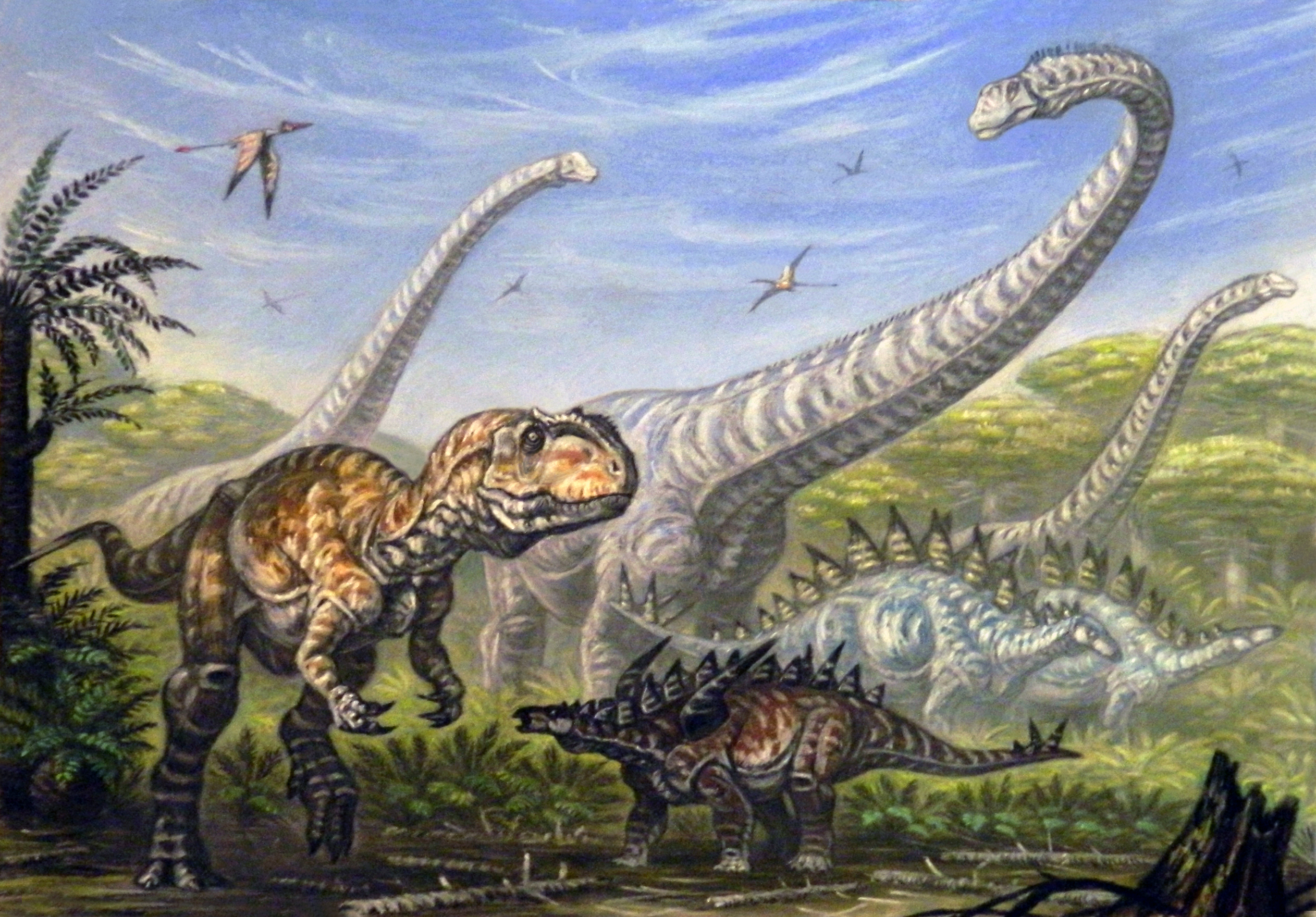
Op de voorgrond Gigantspinosaurus en Yangchuanosaurus

Zoals de meeste stegosauriërs zal Gigantspinosaurus op vrij lage hoogte planten hebben gegeten. Zijn vrij stijve staart maakte het zich oprichten op de achterpoten relatief lastig. De smalle bek wijst erop dat selectief naar hoogwaardig voedsel gezocht werd. Zijn leefgebied was dicht bebost. De verwante Tuajiangosaurus kon een mogelijke voedselconcurrent geweest zijn; het is onzeker of de twee soorten zich hadden gespecialiseerd wat betreft het type planten dat ze aten; de zeer brede buik van Gigantspinosaurus wijst echter op een lang verteringsproces van materiaal van iets lagere kwaliteit.
Gigantspinosaurus werd vermoedelijk bejaagd door de theropode Yangchuanosaurus shangyuensis waartegen hij zich kon verweren met zijn stekels. Misschien dat de schouderstekels zo lang waren omdat de staart te stijf was om de hele romp te dekken; wellicht ontbrak zelfs een echte Thagomizer, een geheel van lange staartstekels aan het uiteinde.